# Fugloyarfjørður
Het Fugloyarfjørður is een zeestraat die de Faeröerse eilanden Fugloy en Svínoy van elkaar scheidt. Het is de meest oostelijke zeestraat van de archipel. Aan de zeestraat liggen de dorpen Hattarvík en Kirkja.
In de zeestraat zonk op 7 december 1941 in een zware storm het stoomschip Sauterness, alle 25 opvarenden kwamen om het leven.